# Necremnus cyriades
Necremnus cyriades är en stekelart som först beskrevs av Walker 1847.  Necremnus cyriades ingår i släktet Necremnus och familjen finglanssteklar. Inga underarter finns listade i Catalogue of Life.